# Døde i 1987
Døde i 1987  er en liste over notable personer, der er afgået ved døden i 1987 . 

## Januar
|  |

- 14. januar – Douglas Sirk, tysk-amerikansk filminstruktør (født 1897).
- 17. januar – Annelise Jacobsen, dansk skuespiller (født 1921).
- 21. januar – Charles Goodell, amerikansk løjtnant, advokat og politiker (født 1926).
- 23. januar – Flemming Skov, dansk solodanser og koreograf (født 1926).
- 28. januar – Holger Horsten, dansk forsorgsdirektør, jurist og kommandør (født 1908).

## Februar
| - Andy Warhol |

- 2. februar – Carlos José Castilho, brasiliansk fodboldspiller og manager (født 1927).
- 2. februar – Alistair MacLean, skotsk forfatter (født 1922).
- 4. februar – Liberace, amerikansk pianist (født 1919).
- 4. februar – Carl Rogers, amerikansk psykolog og akademisk (født 1902).
- 7. februar – Niels Busch-Jensen, dansk politiker, jurist og minister (født 1886).
- 14. februar – Dmitrij Kabalevskij, russisk komponist (født 1904).
- 19. februar – Kirsten Walther, dansk skuespillerinde (født 1933).
- 22. februar – Andy Warhol, amerikansk kunstner (født 1928).
- 22. februar – Knud Høgenhaven, dansk komponist (født 1928).

## Marts
|  |

- 2. marts – Randolph Scott, amerikanske filmskuespiller (født 1898).
- 3. marts – Danny Kaye, amerikansk skuespiller (født 1911).
- 5. marts – Ea Koch, dansk væver (født 1905).
- 16. marts – Johan Otto von Spreckelsen, dansk arkitekt (født 1929).
- 19. marts – Louis de Broglie, fransk fysiker og nobelprismodtager (født 1892).

## April
|  |

- 1. april – P.E.N. Skov, dansk generaldirektør (født 1904).
- 11. april – Primo Levi, italiensk kemiker og forfatter (født 1919).
- 11. april – Jens Bjerg Sørensen, dansk direktør og virksomhedsgrundlægger (født 1919).
- 11. april – Erskine Caldwell, amerikansk forfatter (født 1903).
- 11. april – Kent Taylor, amerikansk skuespiller (født 1907).
- 25. april – Mogens Bøggild, dansk billedhugger (født 1901).
- 27. april – Attila Hörbiger, østrigsk skuespiller (født 1896).

## Maj
| - Rita Hayworth |

- 3. maj – Dalida, egyptisk-fransk sanger (født 1933).
- 4. maj – Paul Butterfield, amerikansk bluesmusiker (født 1942).
- 4. maj – Steen B. Böcher, dansk lærer, lektor og professor (født 1906).
- 6. maj – William Casey, amerikansk CIA-leder (født 1913).
- 9. maj – Aksel Hag, dansk arkitekt (født 1904).
- 14. maj – Rita Hayworth, amerikansk skuespillerinde (født 1918).
- 17. maj – Gunnar Myrdal, svensk politiker og nationaløkonom (født 1898).
- 18. maj – Heðin Brú, færøsk forfatter (født 1901).
- 24. maj – Hermione Gingold, engelsk skuespillerinde (født 1897).
- 30. maj – Manfred Benneweis, dansk cirkusartist (født 1929).

## Juni
| - Fred Astaire |

- 3. juni - Andrés Segovia, spansk guitarist (født 1893).
- 7. juni - Peder Hald, dansk maler, billedhugger, civilingeniør og keramiker (født 1892).
- 13. juni - Geraldine Page, amerikansk skuespiller (født 1924).
- 22. juni – Fred Astaire, amerikansk danser og skuespiller (født 1899).
- 26. juni – Gert Bastian, dansk sanger og skuespiller (født 1915).

## Juli
|  |

- 1. juli – Henrik Wiehe, dansk skuespiller (født 1927).
- 12. juli – Finn Jensen, dansk musiker i bl.a. Bifrost (født 1953).
- 14. juli – Palle Suenson, dansk arkitekt (født 1904).
- 24. juli – Jørgen Lademann, dansk forlagsgrundlægger (født 1927).
- 27. juli – Flemming Grut, dansk arkitekt (født 1911).

## August
| - Lee Marvin |

- 3. august – Heinz Dunkhase, tysk instruktør (født 1928).
- 9. august – Rudolf Broby-Johansen, dansk forfatter (født 1900).
- 12. august – Kaj Hansen, dansk fodboldspiller (født 1917).
- 17. august – Rudolf Hess, tysk topnazist (født 1894)
- 28. august – John Huston, amerikansk filminstruktør (født 1906).
- 29. august – Lee Marvin, amerikansk skuespiller (født 1924).

## September
| - Einar Gerhardsen |

- 4. september – Richard Marquand, walisisk filminstruktør (født 1938).
- 11. september – Peter Tosh, jamaicansk musiker (født 1944).
- 12. september – John Qualen, canadisk skuespiller (født 1899).
- 13. september – Else Hvidhøj, dansk skuespiller (født 1937).
- 19. september – Einar Gerhardsen, norsk statsminister (født 1897).
- 23. september – Bob Fosse, amerikansk koreograf og instruktør (født 1927).
- 25. september – Mary Astor, amerikansk skuespiller (født 1906).

## Oktober
|  |

- 2. oktober – Peter Medawar, brasiliansk-engelsk zoolog, biolog og nobelprismodtager (født 1915).
- 13. oktober – Walter Houser Brattain, amerikansk fysiker (født 1902).
- 23. oktober – John Wittig, dansk skuespiller (født 1921).
- 31. oktober – Joseph Campbell, amerikansk forfatter og ekspert inden for mytologi (født 1904).

## November
|  |

- 12. november – Cornelis Vreeswijk, svensk-hollandsk trubadur (født 1937).
- 13. november – Paul Neergaard, dansk agronom og frøpatolog (født 1907).
- 14. november – Rudolf Koreska, dansk låsesmed og møbelfabrikant (født 1907).
- 20. november – Lilian Weber Hansen, dansk operasanger (født 1911).
- 21. november - Kaj Baagø, dansk præst, missionær, u-landshjælpsmedarbejder og ambassadør. (født 1926).

## December
| - Jascha Heifetz |

- 4. december – Rouben Mamoulian, amerikansk filminstruktør (født 1897).
- 10. december – Jascha Heifetz, litauisk violinist (født 1901).
- 12. december – Bent Thalmay, dansk skuespiller (født 1935).
- 14. december – Mogens Lassen, dansk arkitekt (født 1901).
- 16. december – Else Kai Sass, dansk historiker (født 1912).
- 19. december – Valsø Holm, dansk skuespiller (født 1906).
- 25. december – Christian Flagstad, dansk programvært (født 1936).